# Велика Куриця
Велика Куриця — річка в Росії, у Золотухинському, Фатезькому й Курському районах Курської області. Права притока Сейму (басейн Дніпра).

## Опис
Довжина річки 50 км, площа басейну 411 км².

## Розташування
Бере початок на південно-західній стороні від села Третє Конево. Тече переважно на південний захід через Кочеток і на північному заході від Пряміцино впадає у річку Сейм, ліву притоку Десни.
Населені пункти вздовж берегової смуги: Ушаково, Мале Жирово, Івановка, Шем'якино, Куриця, Нижнекасиново, Жеребцово.
Річку перетинає федеральна автомобільна дорога М-2 «Крим».